# Miguel Gómez (cyclisme)
Pour les articles homonymes, voir Miguel Gómez et Gómez.
Gómez  Crespo est un nom espagnol. Le premier nom de famille, en général paternel, est Gómez ; le second, en général maternel, souvent omis, est Crespo.
Miguel Gómez Crespo, né le 7 mai 1988 à Tielmes, est un coureur cycliste espagnol.

## Biographie
Miguel Gómez est originaire de Tielmes, dans la Communauté de Madrid.
En 2011, il intègre le club galicien, où il court durant huit saisons. Bon grimpeur, il s'illustre principalement dans les courses par étapes. Il remporte notamment le Tour des comarques de Lugo en 2012, ainsi que le Tour d'Ávila en 2015. 

## Palmarès
- 2012
  - Trofeo Fiestas del Ausente
  - 3e du Tour de Galice
- 2013
  - Classement général du Tour des comarques de Lugo
  - 3e du Tour d'Ávila
- 2014
  - Mémorial Víctor Jiménez Garcianuño
- 2015
  - Tour d'Ávila :
    - Classement général
    - 1re étape

  - 3e étape du Tour de Zamora
  - 2e du Tour de Zamora
- 2017
  - Trofeo Fiestas del Ausente
  - 1re étape du Tour de Galice (contre-la-montre par équipes)
- 2018
  - 1re étape du Tour de Galice (contre-la-montre par équipes)
- 2019
  - Trofeo Fiestas del Ausente